# Manuel Knight
Manuel Bernard Knight, född 20 november 1964 i Atlanta, Georgia, USA, är en föreläsare som var verksam i Sverige i över 20 år och som har blivit intervjuad ett hundratal gånger i svensk media.
I februari 2017 publicerade tidskriften Filter en artikel som visade att flera av de historier som Knight hade berättat om sin bakgrund inte var sanna. Före Filters publicering hade 70 nyhetsredaktioner och flera myndigheter fått tips sedan augusti 2015.
I och med avslöjandena ifrågasattes även de svenska medier som hade släppt fram uppgifterna utan att kontrollera sanningshalten, och Filters reporter Oskar Sonn Lindell sade att det verkade som om ingen egentligen brydde sig om Knights historia var sann eller inte.

## Bakgrund
Knight beskrev sig som en före detta amerikansk specialförbandssoldat som en kort tid var krigsfånge under Kuwaitkriget, att han deltagit i krigen i Grenada och Panama, att han vid invasionen av Kuwait hade belönats med tapperhetsmedalj, att han var psykolog och att han varit världsmästare i karate..
Knight intervjuades 2001 i Sveriges Radios Samtal pågår och medverkade senare i SVT:s program Stina! med Stina Lundberg Dabrowski 2007 och Sveriges Radios Sommar i P1 2008. För det senare programmet presenterades Knight felaktigt som psykolog, vilket är en skyddad yrkestitel. Först månader efter ändrades informationen om programmet på SR:s webbplats genom att titeln "psykolog" togs bort, men utan någon notis om att texten hade ändrats.
Knight medverkade i SVT:s Sommarpratarna 2010. Han tilldelades Stora talarpriset för 2011. Knight intervjuades i Elfving möter 2011 och i Morgonpasset i P3 2013.
I februari 2017 hade Knight förekommit i minst 233 artiklar och i talarbranschen spelade det stor roll för Knights trovärdighet att stora redaktioner som Sommar i P1 hade släppt fram honom.
Knight tjänade mycket pengar på att berätta sin historia. År 2017 rapporterades att omsättningen hade varit cirka 10 miljoner kronor per år.

## Ifrågasättandet
I november 2013 startades en diskussionstråd i forumet Flashback som ifrågasatte Knights historier. I oktober 2015 startade grävargruppen Groundhogs bloggen Manuel Knight News där de började rapportera om Knight.
Oskar Sonn Lindell påbörjade ett reportagearbete efter att ha kommit i kontakt med bloggen Manuel Knight News. Flera redaktioner, bland annat Filter och radioprogrammet Medierna hade fått tips om att Knight borde granskas. Tipsen hade kommit via e-post med vad Medierna beskrev som en "besatt och inte speciellt trovärdig ton". Breven innehöll dock handfasta fakta som var kontrollerbara, vilka Lindell utgick ifrån i sitt arbete.
Den 26 januari 2017 rapporterade Lindell i tidskriften Filter att Knights livsberättelse var påhittad och Knight berättade själv i tidskriften att han ljugit och dramatiserat sin berättelse. Till radioprogrammet Medierna sade Knight att grunddragen var sanna, men att han hade överdrivit detaljerna, att han var djupt ångerfull över det han kallade sitt livs tveklöst största misstag.
Fortfarande mer än två veckor efter Filters publicering låg mycket av det felaktiga materialet kvar. Sveriges Radio hade inte uppdaterat texten vid Knights sommarprat på sin webbplats. Det uppdaterades först efter att Medierna hade påbörjat arbetet med sitt reportage men innan Medierna hade sänts hade en text tillkommit som noterade att det som stod inte stämde.
Lindell sade att otaliga redaktioner och journalister haft chansen att upptäcka felaktigheterna eftersom Knights egna historier hade gått isär på flera punkter. Att Knight flera gånger förekommit i stora svenska massmedier utan att sanningshalten i hans bakgrund granskades tillskrevs något som kallas "kaserngårdssyndromet" eller "kaserngårdsprincipen", det vill säga att en civil person som en gång kommit in på ett militärområde inte ifrågasätts, eftersom alla förutsätter att personen blev kontrollerad innan den kom in på området..
Medierna frågade vilket ansvar svenska medier bar eftersom de hade släppt fram uppgifterna utan att kontrollera sanningshalten. Lindell menade att det inte verkade som om någon egentligen brydde sig om Knights historia var sann eller inte och att hans säljbarhet som föreläsare verkade viktigare än att han ljugit för att ta sig dit. De förmedlingar som erbjöd hans föreläsningar nöjde sig med att ändra presentationen av honom när tveksamheter om Knights bakgrund framkom.
Enligt grävargruppen Groundhogs, som driver bloggen Manuel Knight News, skickade de uppgifter om Knight redan i augusti 2015  till 70 nyhetsredaktioner i Sverige, bland annat Sveriges Radio, Sveriges Television, Aftonbladet och Svenska Dagbladet som alla tidigare hade publicerat felaktig information. De kontaktade även offentliga institutioner som hade anlitat Knight, bland annat kommuner, landsting, Domstolsverket, Polisen och Försvarsmakten utan att någon reagerade.
Projektledaren för Stina! och Sommarpratarna fick besked från SVT:s programetikavdelning att han inte behövde göra något åt de felaktiga uppgifterna som sänts i programmen.

## Utmärkelser
- John Hron-stipendiet (1999)[6]
- Stora talarpriset (2011)[6]
- Johnny Bode-priset (2018)